# NGC 6751
NGC 6751 è una nebulosa planetaria nella costellazione dell'Aquila distante circa 6500 anni luce dalla Terra. La nebulosa è formata dal vento stellare e dalla radiazione del corpo centrale, estremamente caldo, la cui temperatura superficiale misura circa 140.000 K. Il diametro effettivo della nebulosa misura 0,8 anni luce, 600 volte quello del Sistema solare.
Le immagini dell'HST mostrano molte caratteristiche notevoli e poco comprensibili della nebulosa: le regioni blu indicano zone più calde, che formano un anello intorno alla stella centrale, di magnitudine apparente 13,9. Le regioni arancio indicano zone più fredde, che dipartono dal centro e si propagano verso l'esterno come raggi. L'origine di questi ultimi è incerta, ma sono la prova che è la radiazione stellare a incidere sulla sua forma.
Fu scoperta dall'astronomo tedesco Albert Marth nel 1863.